# Unter Verdacht: Verschlusssache
Verschlusssache ist ein deutscher Fernsehfilm von Ulrich Zrenner aus dem Jahr 2018. Es handelt sich um die neunundzwanzigste Episode der ZDF-Kriminalfilmreihe Unter Verdacht mit Senta Berger als Dr. Eva Maria Prohacek in der Hauptrolle.

## Handlung
Der beim Münchner Sozialamt als Beamter tätige Max Wemmer nimmt auf dem Bundeswehrgelände eine Deutschlandfahne vom Mast, die er anschließend aus Wut anzündet. Der Anlass dafür ist, dass sein Sohn, der Offizier Thorsten Wemmer, ins Koma gefallen ist, nachdem er bei einem Munitionstest eines neu erprobten Waffensystems schwer verletzt wurde. Wemmer redet auf Prohacek und ihre Ermittler ein, bei der Kaserne sei einiges faul. Innerhalb der Kaserne lässt sich hierzulande verbotene Streumunition von den Beamten sicherstellen.

## Hintergrund
Der Film wurde vom 15. November 2016 bis zum 14. Dezember 2016 in München und Umgebung gedreht. Die Folge wurde am 12. Januar 2018 um 20:15 Uhr auf arte erstausgestrahlt.

## Kritik
Die Kritiker der Fernsehzeitschrift TV Spielfilm vergaben dem Film die bestmögliche Wertung, sie zeigten für den „unbequemen Politplot“ mit „glänzenden Darstellern“ mit dem Daumen nach oben. Sie konstatierten: „Tragischer Komplottkrimi, klasse gespielt“.